# Discografia di Umberto Tozzi
Questa voce elenca l'intera discografia di Umberto Tozzi dal 1973 ad oggi. I dischi di Tozzi sono stati pubblicati in diversi paesi del mondo, tra cui Austria, Spagna, Portogallo, Svizzera, Francia, Grecia, Turchia, Jugoslavia, Paesi Bassi, Regno Unito, Brasile, Argentina, Messico, Perù, Uruguay e Stati Uniti. 
Per il mercato italiano consistono in 34 album (di cui uno con la sua prima formazione nei Data) così suddivisi: 18 album in studio, 4 album live, 12 raccolte e 59 singoli.
Tozzi è uno dei cantanti italiani di maggior successo nel mondo, con oltre 80 milioni di dischi venduti, grazie anche alla popolarità raggiunta dai singoli Ti amo e Gloria, entrambi oggetto di numerose cover in varie lingue.
Sono stati quindi tradotti 7 album e 40 singoli per il mercato latino americano, francofono, tedesco e anglofono.

## Discografia italiana
Album in studio 
Con i Data
- 1974 – Strada bianca

 Da solista 
- 1976 - Donna amante mia
- 1977 - È nell'aria...ti amo
- 1978 - Tu
- 1979 - Gloria
- 1980 - Tozzi
- 1981 - Notte rosa
- 1982 - Eva
- 1984 - Hurrah!
- 1987 - Invisibile
- 1991 - Gli altri siamo noi
- 1994 - Equivocando
- 1996 - Il grido
- 1997 - Aria & cielo
- 2000 - Un'altra vita
- 2005 - Le parole
- 2015 - Ma che spettacolo

 Album strumentali
- 2006 - Heterogene

 Raccolte 
- 1987 - Minuti di un'eternità
- 1989 - Nell'aria c'è
- 1991 - Le mie canzoni
- 1999 - Bagaglio a mano
- 2002 - The Best of Umberto Tozzi
- 2006 - Tutto Tozzi
- 2006 - Tozzi Masini
- 2009 - Superstar
- 2012 - Yesterday, today (contiene inediti)
- 2013 - Collection: Umberto Tozzi
- 2018 - The best of Umberto Tozzi
- 2018 - Raf Tozzi

 Live 
- 1980 - In concerto
- 1988 - Royal Albert Hall
- 2009 - Non solo live
- 2017 - Quarant'anni che ti amo
- 2017 - Quarant'anni che ti amo in Arena
- 2019 - Due la nostra storia

 Singoli 
- 1973 - Incontro d'amore/Go man (il brano sul lato B è cantato da Marva Jan Marrow)
- 1974 - Compleanno/Attore di varietà (con i Data)
- 1975 - Una manciata di sabbia/Per carità (con La Strana Società)
- 1975 - Cucciolo di donna/Ma che ragione hai (con La Strana Società)
- 1976 - Donna amante mia/Ripensando alla Freccia del Sud
- 1977 - Ti amo/Dimentica, dimentica
- 1978 - Tu/Perdendo Anna
- 1978 - Zingaro/Bella ma
- 1979 - Qualcosa qualcuno/Alleluia se
- 1979 - Gloria/Aria di lei
- 1980 - Stella stai/Gabbie
- 1980 - Dimmi di no/Fermati allo stop
- 1980 - Stella stai/Dimmi di no
- 1981 - Per Angela/Marea
- 1981 - Notte rosa/Amantenova
- 1981 - Notte rosa/Per Angela
- 1982 - Eva/Mama
- 1982 - Ti amo/Gloria
- 1982 - Gloria/Mama
- 1983 - Nell'aria c'è/Come un carillon
- 1984 - Hurrah!
- 1987 - Si può dare di più/La canzone della verità (con Gianni Morandi ed Enrico Ruggeri)
- 1987 - Gente di mare/Lascia che sia il tuo cuore (in coppia con Raf)
- 1987 - Immensamente/Se non avessi te
- 1987 - Se non avessi te/China Town
- 1987 - Immensamente/Invisibile
- 1987 - Immensamente 12"
- 1988 - Immensamente/Tu sei di me
- 1991 - Gli altri siamo noi/Dimentica dimentica
- 1991 - Gli innamorati/Gli altri siamo noi
- 1991 - Presto io e te/Gente di mare (il brano del lato B è interpretato con Raf dal vivo)
- 1991 - Gli altri siamo noi; Gli altri siamo noi/Dimentica dimentica; Gli innamorati; Presto io e te/Gente di mare
- 1994 - Io muoio di te/Medley
- 1994 - Lei/Medley
- 1994 - Io muoio di te; Lei; Equivocando
- 1996 - Il grido; E ti voglio; Miracolo d'amore
- 1997 - Quasi quasi ; Aria & cielo; Coerenza; Brava
- 1999 - Conchiglia di diamante ; Mai più così
- 2000 - Un'altra vita; Io e te naturalmente; Rosa di frontiera; Scivolando
- 2002 - E non volo; Angelita; You and I; We are all the same
- 2005 - Le parole; Sopra l'oceano; Anch'io in paradiso
- 2006 - Come si fa... ? feat Marco Masini
- 2007 - Anima italiana feat Marco Masini
- 2007 - Arrivederci per lei feat Marco Masini
- 2008 - Petite Marie
- 2009 - Anche se tu non vuoi; Cerco ancora te
- 2009 - L'amore è quando non c'è più;Superstar
- 2012 - Se tu non fossi qui; Donna
- 2015 - Sei tu l'immenso amore mio; Ma che spettacolo
- 2017 - Ti amo feat. Anastacia
- 2018 - Come una danza feat. Raf

## Discografia internazionale
Album in studio 
- 1977 - È nell'aria...ti amo (Tutto il mondo)
- 1977 - Y El aire... te amo (Spagna)
- 1978 - Tu (Tutto il mondo)
- 1979 - Gloria (Tutto il mondo)
- 1980 - Poste 80
- 1981 - Noche rota
- 1994 - Equivocarse
- 2005 - Solo palabras (Spagna)

 Raccolte 
- 1982 - Singles
- 1983 - My collection
- 1983 - Hits hits hits
- 1984 - En castellano
- 1984 - Mama
- 1988 - Hits greatest hits
- 1990 - Seine Grossten erfolge
- 1991 - MIS canciones
- 2001 - Grandes exitos (Con Te amo, Tu e Gloria riarrangiate)
- 2003 - Selection talents
- 2005 - Het best van

 Live 
- 1980 - Greatest hits in concert (2 versioni)
- 1987 - Royal albert hall

 Singoli 
- 1977 - I love you (Singolo) (Regno Unito)
- 1977 - Te amo/Olvidate olvidame (Spagna)
- 1977 - Ti amo/Dimentica dimentica (Tutto il mondo)
- 1978 - Yo caminare'/Olvidate olvidame (Spagna)
- 1978 - Tu/Perdendo Anna (Tutta Europa)
- 1978 - Zingaro/Bella ma (Tutta Europa)
- 1978 - Tu/Te amo/Zingaro/Yo caminare' (Spagna)
- 1979 - Alleluia se/Qualcosa qualcuno (Tutto il mondo)
- 1979 - Gloria/Aria di lei (Tutto il mondo)
- 1979 - Gloria/Mama Maremma (Spagna)
- 1979 - Gloria/Mama Maremma/Aleluya/Mi vals (Spagna)
- 1980 - Stella stai/Gabbie (Tutta Europa)
- 1980 - Dimmi di no/Fermati allo stop (Tutta Europa)
- 1980 - Dime que no/Parate al stop (Spagna)
- 1980 - Claridad/Jaulas (Spagna)
- 1981 - Per Angela/Marea (Tutta Europa)
- 1981 - Notte rosa/Amantenova (Tutta Europa)
- 1981 - Por Angela/Marea (Spagna)
- 1981 - Notte Rosa/Marea (Tutta Europa)
- 1982 - Eva/Mama (Tutta Europa)
- 1982 - Eva/La testa sui binari (Tutta Europa)
- 1983 - Nell'aria c'è (Tutta Europa)
- 1984 - Hurrah/Hurrah(versione Inglese) (Tutta Europa)
- 1987 - Gente di mare/Lascia che sia il tuo cuore (Tutta Europa)
- 1987 - Se non avessi te/China Town (Tutta Europa)
- 1987 - Se non avessi te/Immensamente (Tutta Europa)
- 1987 - Si può dare di più'/La canzone della verità (Tutta Europa)
- 1987 - Immensamente/Invisibile (Tutta Europa)
- 1987 - Immensamente(Versione remix dance) (Tutta Europa)
- 1991 - Gli altri siamo noi/Dimentica dimentica (versione Royal Albert Hall) (Tutta Europa)
- 1991 - Gli altri siamo noi/Gli innamorati (Tutta Europa)
- 1992 - Gli innamorati/Dimentica dimentica (Tutta Europa)
- 1992 - Yo camminerò/Ti amo/GloriaYo caminare (Tutta Europa)
- 1994 - Equivocarse (Spagna)
- 1994 - Me Muero Por ti (Spagna)
- 1994 - Ella (Singolo) (Spagna)
- 2005 - Solo palabras (Spagna)
- 2008 - Petite Marie (Tutta Europa)
- 2012 - Se tu non fossi qui (Tutta Europa)
- 2012 - Cerco ancora te (Francia, Belgio, Svizzera)

## Materiale video
- Live Royal Albert Hall (VHS, 1989 - ed. Don't Worry)
- Le Mie Canzoni in Concerto (VHS, 1991)
- Live at Maple Leaf Gardens Toronto (VHS, 1993)
- Equivocando Tour (VHS, 1994)
- Ma che spettacolo (Dvd 2015)
- Quarant'anni che ti amo in Arena (Dvd 2017)

## Musicassette
- 1976 - Donna amante mia
- 1977 - È nell'aria...ti amo
- 1978 - Prima o poi...
- 1978 - Tu
- 1979 - Gloria
- 1980 - Tozzi
- 1980 - In concerto
- 1981 - Notte rosa
- 1982 - Eva
- 1982 - Ti amo
- 1982 - Stella stai/Gloria
- 1984 - Mama
- 1984 - Hurrah
- 1987 - Si può dare di più
- 1987 - Minuti di un'eternità
- 1987 - Invisibile
- 1991 - Gli altri siamo noi
- 1991 - Gli altri siamo noi/Dimentica dimentica
- 1991 - Gli innamorati/Gli altri siamo noi
- 1991 - Le mie canzoni
- 1994 - Equivocando
- 1996 - Il grido
- 1997 - Aria e cielo
- 1999 - Bagaglio a mano
- 2000 - Un'altra vita
- 2002 - The Best